# Mumbaj

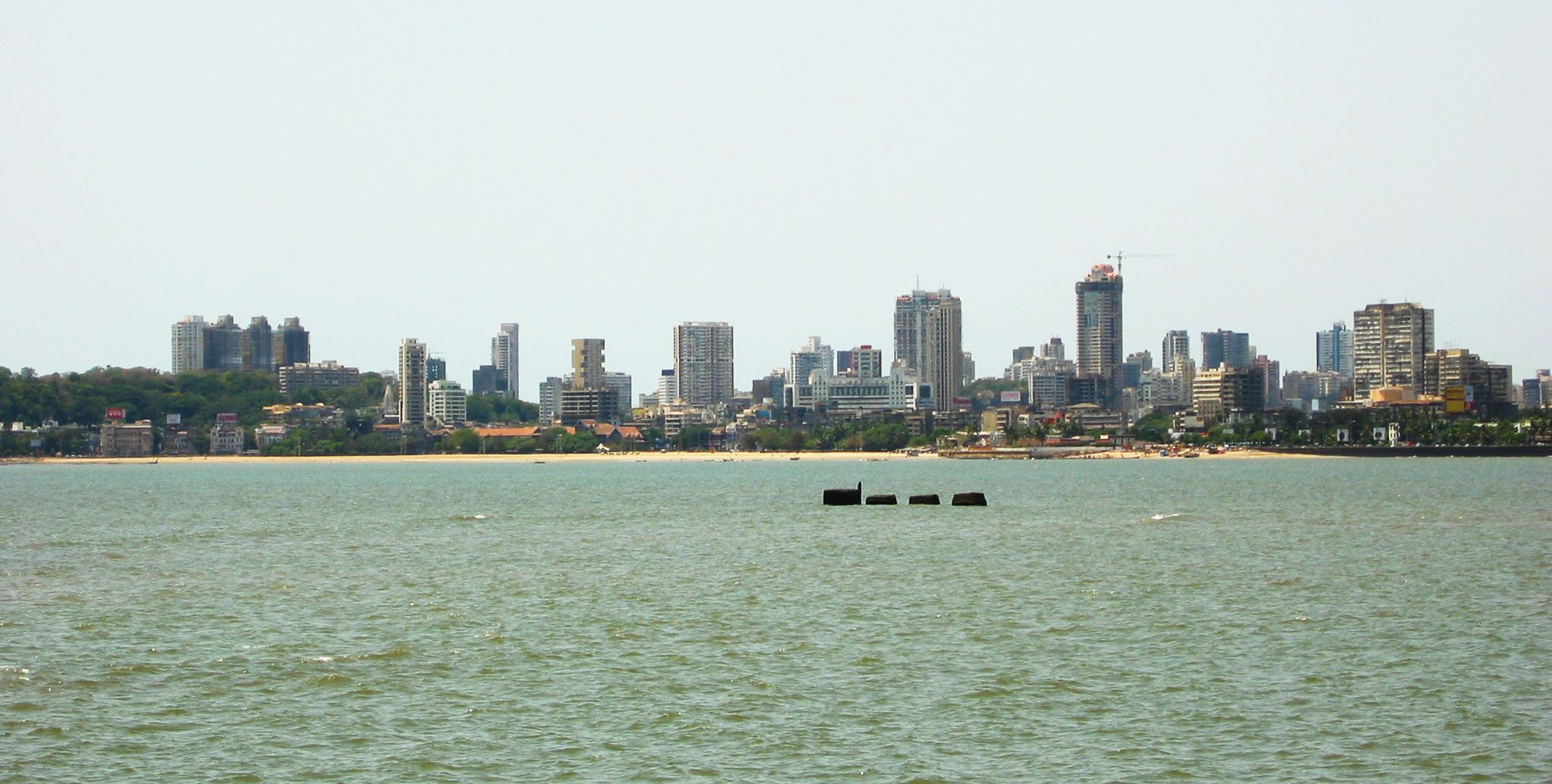
Widok na Mumbaj od strony Chowpatty Beach

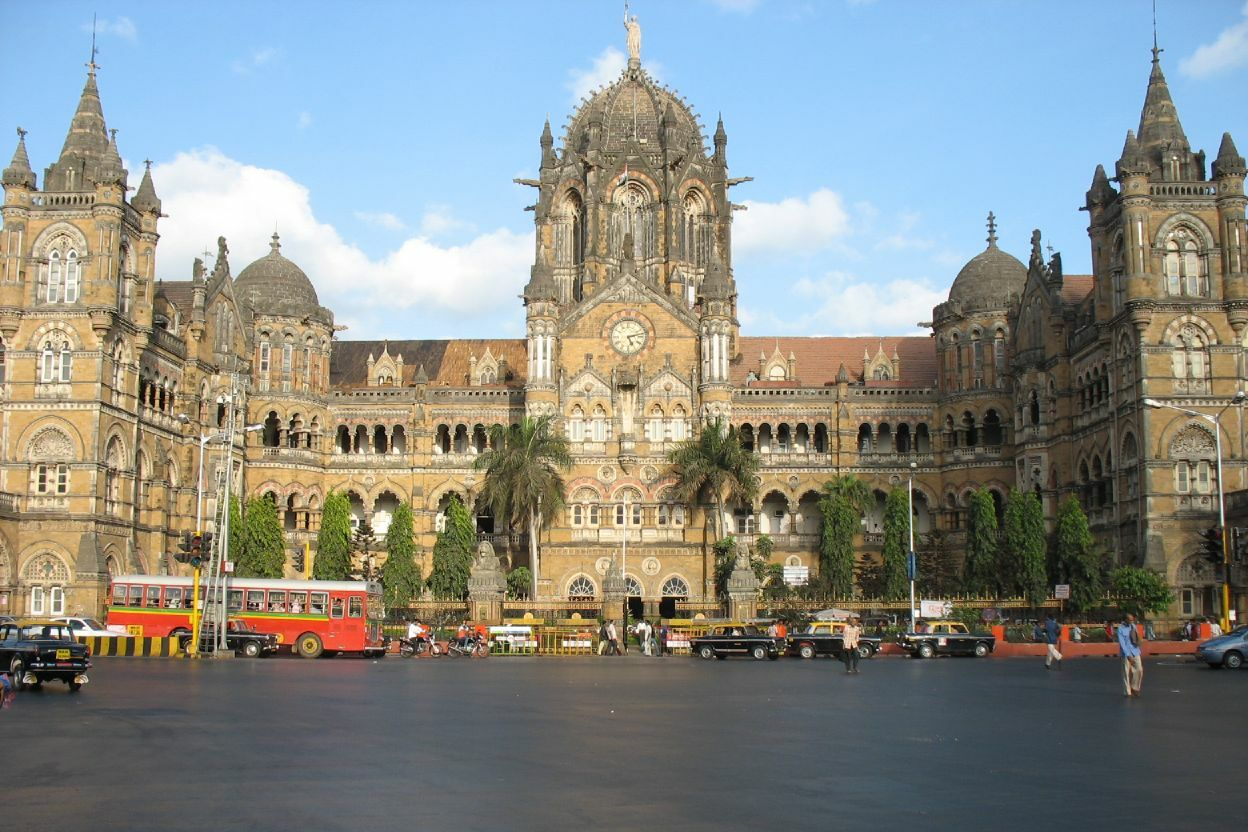
Dworzec Króla Śiwadźiego jest jednym z najbardziej znanych zabytków miasta

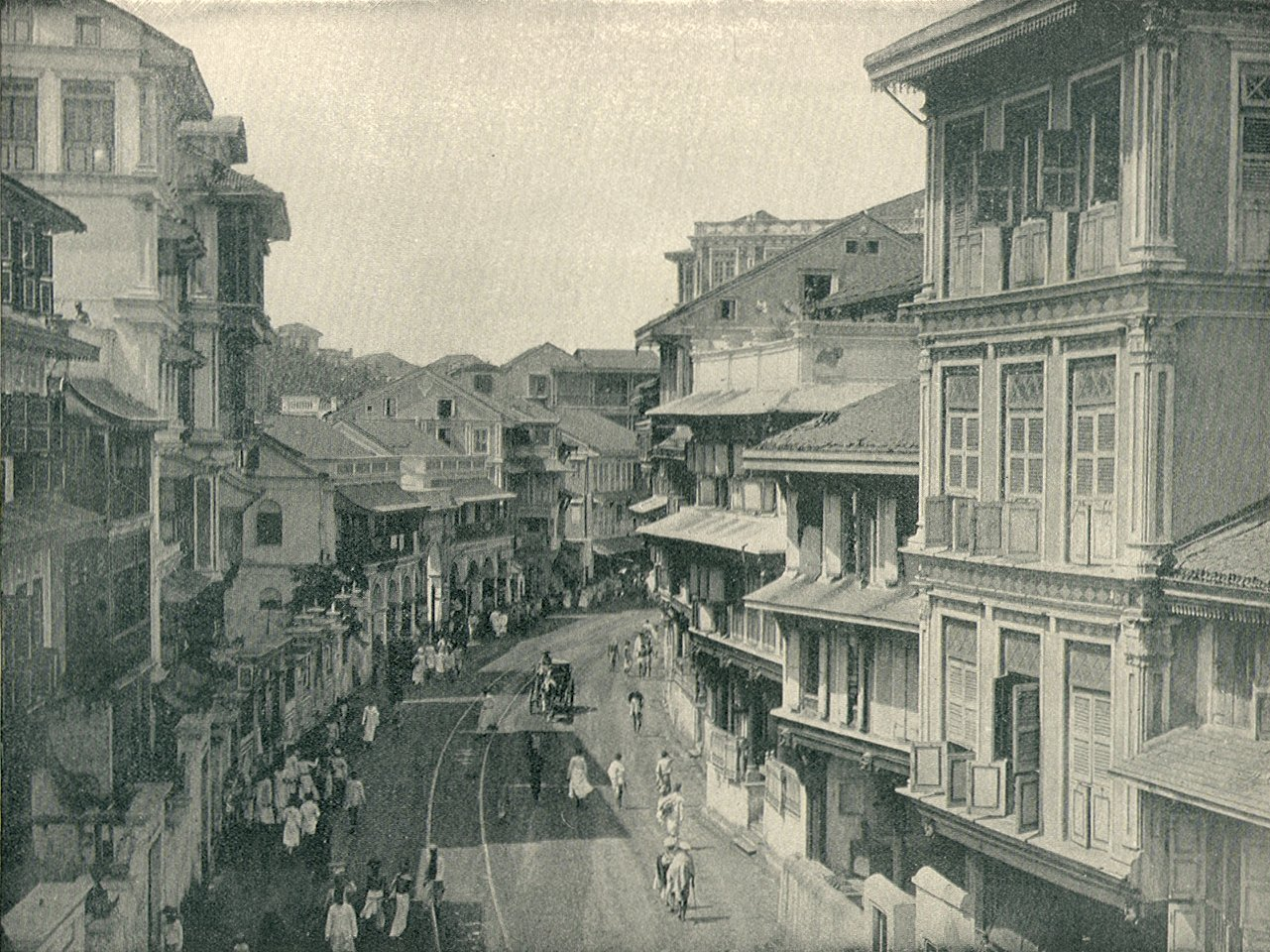
Ulica Kalbadevie w Mumbaju w 1890 roku

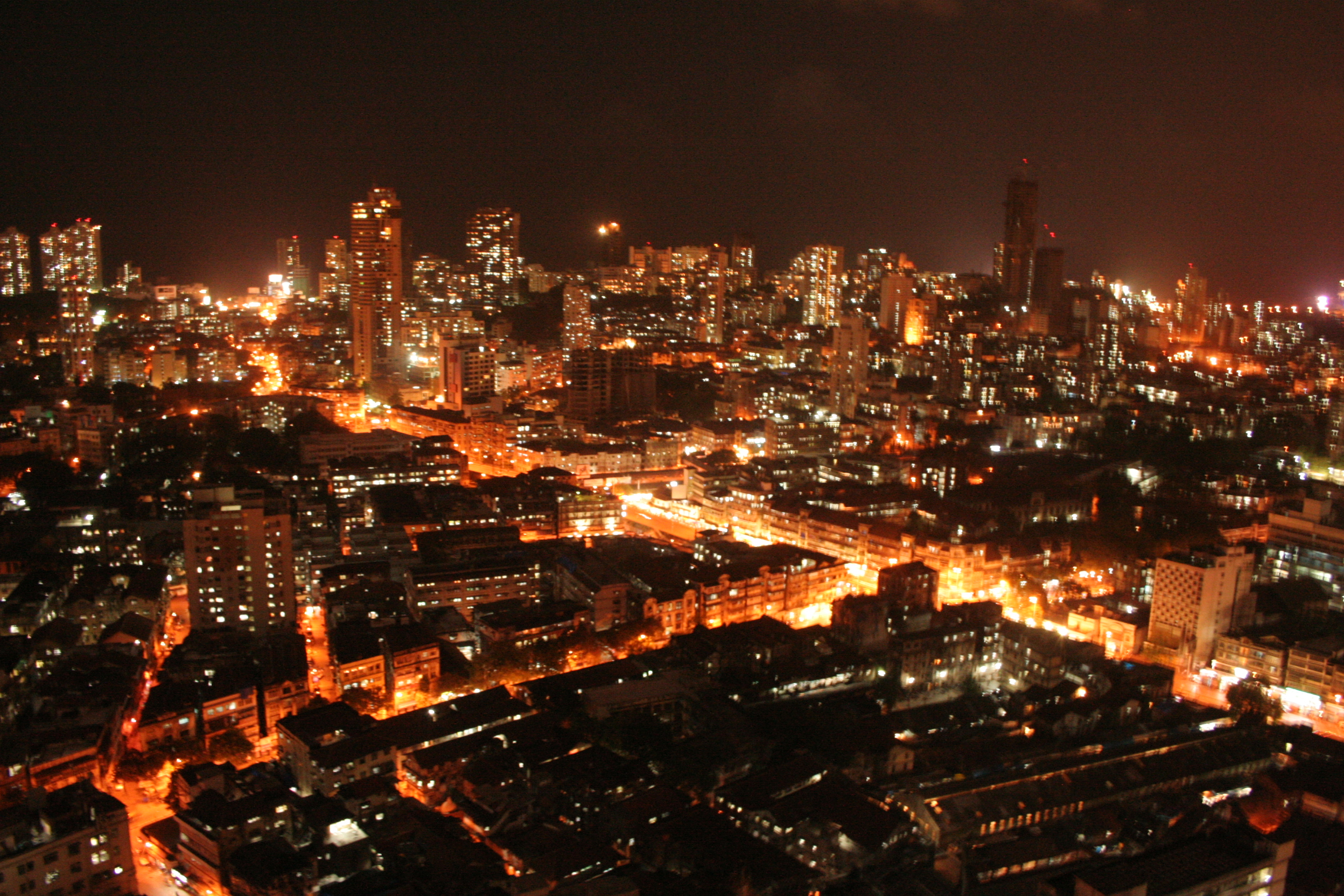
Mumbaj nocą

Mumbaj (nazwa główna), Bombaj (egzonim wariantowy) (marathi मुंबई, trb.: Mumbaj; ang. Mumbai; do 1995 Bombay) – stolica indyjskiego stanu Maharasztra, położona na wyspie Salsette, na Morzu Arabskim. Wraz z miastami satelitarnymi tworzy najludniejszą po Delhi aglomerację liczącą 23 miliony mieszkańców. Dzięki naturalnemu położeniu jest to największy port morski kraju. Znajdują się tutaj także najsilniejsze giełdy Azji Południowej: National Stock Exchange of India i Bombay Stock Exchange. Mumbaj jest ponadto uznawany za stolicę kinematografii indyjskiej.

## Nazewnictwo
Indyjska nazwa pochodzi od miejscowej hinduskiej bogini Mumba. W XVI wieku Portugalczycy nazwali to miasto Bom Bahia („Dobra Zatoka”). Brytyjczycy po przejęciu kolonii w 1661 zmienili nazwę miasta na Bombay. Oficjalna zmiana nazwy w językach hindi i angielskim nastąpiła w 1995. Komisja Standaryzacji Nazw Geograficznych jako polską nazwę aprobuje zarówno określenie „Mumbaj”, jak i „Bombaj”.

## Historia
Obszar Bombaju był już prawdopodobnie zasiedlony w epoce kamienia. Od III w. p.n.e. należał on do rządzonego przez buddystów Imperium Maurjów. Od 1343 był w posiadaniu państwa Gujarat. Najstarsze budowle w mieście – słoniowe jaskinie, czy kompleks świątyń Walkeśwary, pochodzą właśnie z tamtego okresu.
W 1534 roku miasto zajęli Portugalczycy. W 1661 królowa Katarzyna Bragança przekazała miasto angielskiemu królowi Karolowi II. W 1668 zostało ono wydzierżawione Brytyjskiej Kompanii Wschodnioindyjskiej za cenę 10 funtów rocznie. Miasto zaczęło się szybko rozwijać jako port. Ludność wzrosła z 10 000 w 1661 do 60 000 w 1675. W 1687 siedziba Brytyjskiej Kompanii Wschodnioindyjskiej została przeniesiona z miasta Surat do Bombaju.
W 1817 powstał plan połączenia kilku wysp przybrzeżnych z lądem, dzięki czemu uzyskano by większą powierzchnię miasta. Projektem pokierował inżynier Hornby Vellard. Prace ukończono w 1845 i otrzymano powierzchnię 435 km². W 1853 Bombaj połączono linią kolejową z miastem Thane. W czasie wojny secesyjnej miasto stało się głównym centrum handlu bawełną na świecie. Przyczyniło się to do wielkiego boomu gospodarczego Bombaju. Kiedy ukończono Kanał Sueski (1869) miasto stało się największym portem na Morzu Arabskim.
Były to lata wielkiego rozwoju Bombaju. Już w 1906 w mieście mieszkało milion osób i było (po Kalkucie) drugim miastem Indii pod względem liczby ludności. W późniejszym czasie stało się ono centrum indyjskiej walki o niepodległość. W 1942 Mahatma Gandhi wezwał do manifestacji antybrytyjskich. Rząd w tym samym roku wystąpił przeciwko Brytyjczykom z hasłem Opuśćcie Indie (Quit India). Od 1960 stał się stolicą stanu Maharasztra.
Od 1970 w Bombaju znów nastąpił boom ludnościowy – miasto przyciągało imigrantów z całych Indii. W 1986 Bombaj miał podobną ludność co Kalkuta. W 1992 miały miejsce zamieszki skierowane przeciwko ludności muzułmańskiej, które spowodowały liczne ofiary śmiertelne. Kilka miesięcy później, 12 marca, w licznych zamachach bombowych przeprowadzonych jednego dnia zginęło 300 osób (zamieszki w Bombaju).
W 2005 miasto zostało poważnie podtopione na skutek bardzo obfitych deszczów monsunowych.
11 lipca 2006 roku terroryści zaatakowali mumbajską kolej. W ciągu niespełna kwadransa w różnych pociągach na trasie zachodniej eksplodowało siedem bomb. Zginęło ponad 200 osób, a około 800 zostało rannych. 26 listopada 2008 w mieście miała miejsce seria zamachów terrorystycznych, w których zginęło co najmniej 195 osób, a 295 zostało rannych.

## Geografia
Miasto umieszczone jest na wyspie Salsette, przy ujściu rzeki Ulhas. Średnia wysokość miasta wynosi od 10 do 15 m n.p.m. Północna część metropolii jest natomiast pagórkowata, z najwyższym szczytem miasta sięgającym 450 m n.p.m. Całkowita powierzchnia Mumbaju wynosi 438 km².
Na terenie miasta znajdują się 3 jeziora: Tulsi, Vihar i Powai. Pierwsze dwa należą do Parku Narodowego Borivali i są głównymi źródłami wody słodkiej dla miasta. Linia brzegowa jest urozmaicona licznymi zatoczkami i lagunami. Wschodnią część wybrzeża morskiego zajmują zarośla mangrowe, bogate w faunę i florę.
W mieście ziemia składa się przeważnie z piasku (bliskość morza). Natomiast na przedmieściach ziemia jest żyzna (gleby aluwialne). Osady te pochodzą głównie z wyżyny Dekan. Mumbaj leży w strefie aktywnej sejsmicznie. Mogą się tu zdarzyć trzęsienia ziemi o sile do 6,5 stopnia w skali Richtera.
Mumbaj dzieli się na dwie główne dzielnice: miasto (City) i suburbia, te dzielą się na 6 stref i 24 okręgi.

## Klimat
Mumbaj leży w pasie klimatów tropikalnych, więc występują tu tylko 2 pory roku: sucha i wilgotna. Pora wilgotna trwa od marca do października. Charakteryzują ją duża wilgotność i temperatury przekraczające 30 °C. Pora monsunowa trwa od czerwca do września i średnie opady w tym czasie wynoszą 2200 mm. Rekord ilości opadów zanotowano w 1954 roku (3 451,6 mm).
Pora sucha trwa od listopada do lutego. Charakteryzuje się małą wilgotnością powietrza oraz niskimi temperaturami. Za największe chłody w styczniu i lutym odpowiada zimny wiatr z północy. Roczna temperatura w porze wilgotnej wynosi 38 °C, a w porze suchej spada do 11 °C. Najwyższe i najniższe temperatury średnie zanotowano w 1962 roku: 43 °C i 7,4 °C.

## Demografia
| Rok             | Mieszkańcy |
| --------------- | ---------- |
| 1661            | 10 000     |
| 1675            | 60 000     |
| 1764            | 10 000     |
| 1780            | 114 000    |
| 1806            | 200 000    |
| 1814            | 240 000    |
| 1830            | 229 000    |
| 1845            | 500 000    |
| 1864            | 816 562    |
| 1872            | 644 605    |
| 1881            | 773 196    |
| 1891            | 821 764    |
| 1901            | 812 912    |
| 1911            | 1 018 388  |
| 1921            | 1 244 934  |
| 1931            | 1 268 936  |
| 1941            | 1 686 127  |
| 1 marca 1951    | 2 966 902  |
| 1 marca 1961    | 4 152 056  |
| 1 kwietnia 1971 | 5 970 575  |
| 1 marca 1981    | 8 227 382  |
| 1 marca 1991    | 9 925 891  |
| 1 marca 2001    | 11 914 398 |
| 1 stycznia 2005 | 12 692 717 |
| 1 stycznia 2010 | 16 400 000 |

Obszar metropolitalny Mumbaju zamieszkuje około 19,7 mln osób (2006). Taka liczba ludności na bardzo małej powierzchni (4 355 km²) daje około 4500 osób na km². Na 100 mężczyzn przypada zaledwie 81,1 kobiety. Wynika to z faktu, że wielu mężczyzn, emigrujących do miasta z regionów wiejskich, pozostawia żony i dzieci w rodzinnej wsi.

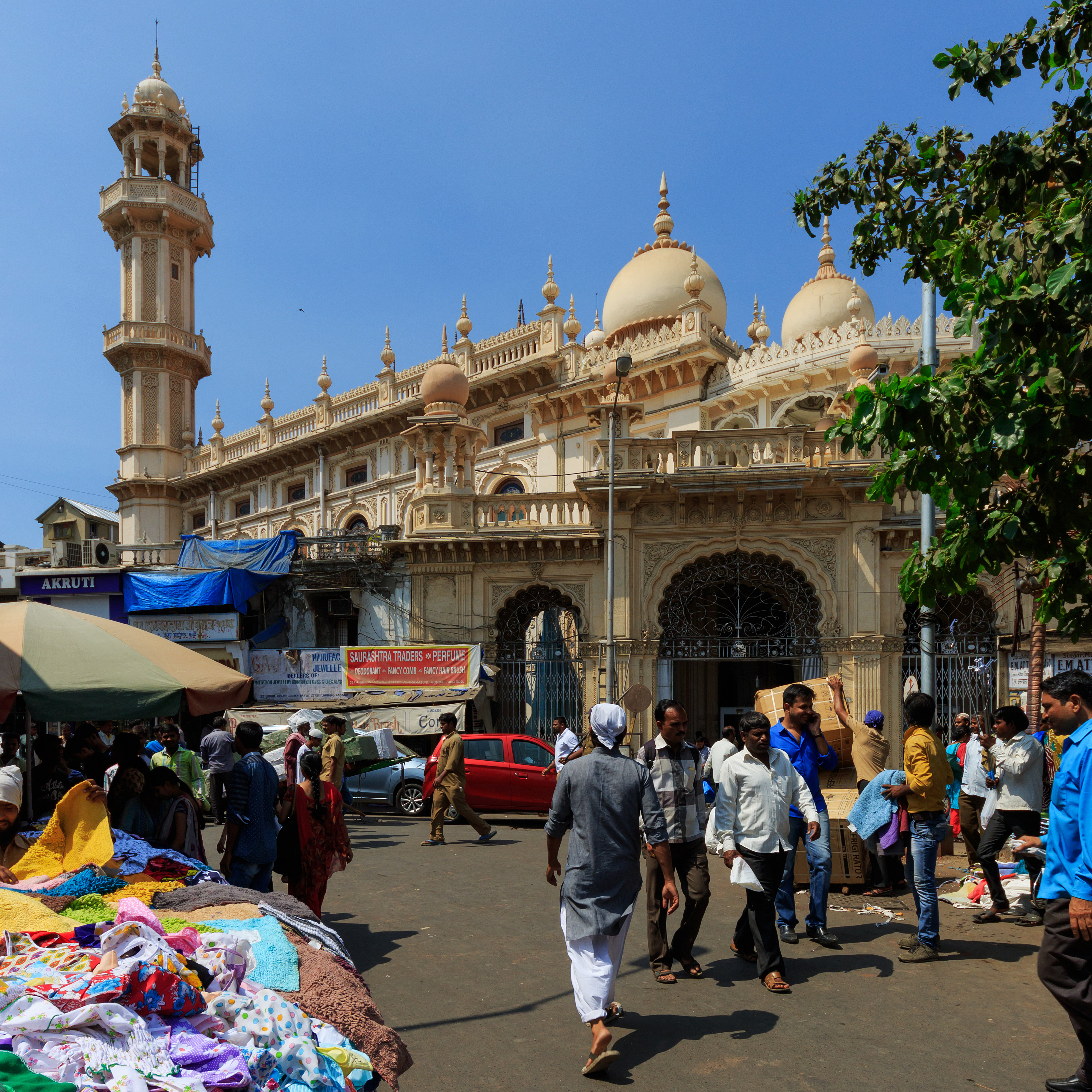
W Mumbaju mieszają się religie z całego regionu Azji Południowej. Na zdjęciu najstarszy i największy meczet w mieście – Dźama Masdźid.

Przestępczość w Mumbaju ciągle spada. W 2001 odnotowano 30 991 przestępstw, a w 2004 27 577. Oznacza to spadek o 11%. Największym więzieniem w mieście jest Arthur Road Jail.
W mieście mieszają się imigranci z całego regionu Azji Południowej. Większość ludności posługuje się językiem hindi albo lokalnym dialektem bambaiya hindi. Ponadto popularne języki to marathi i Indian English (indyjska odmiana angielskiego). Marathi jest językiem urzędowym stanu Maharasztra. Natomiast językiem angielskim posługują się głównie biznesmeni i pracownicy biurowi. Innymi językami używanymi w Mumbaju są gudźarati, bengalski, tamilski, urdu, malajalam, telugu, pańdźabi (pendżabski), konkani, nepalski i kannada.

## Ludzie i kultura

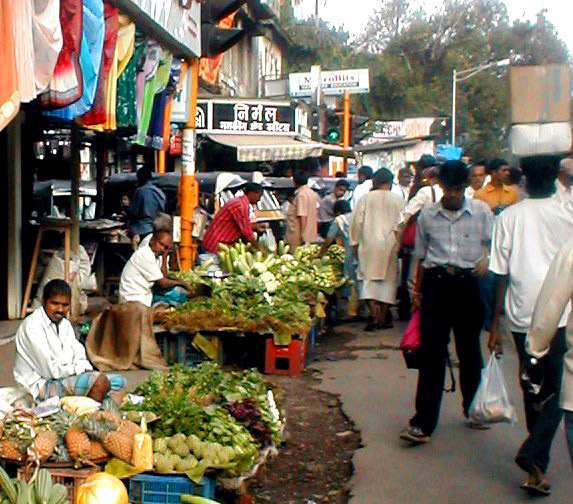
Uliczny handel w Mumbaju

Mieszkańców Mumbaju nazywa się Mumbaikar lub Bombayite.
W mieście odbywają się liczne, hucznie obchodzone, festiwale, festyny i święta różnych religii.
Mumbaj ma 2 własne sieci barów szybkiej obsługi (tzw. fast-foodów): vada pavs i bhelpuri. Popularne są południowoindyjska i chińska kuchnia. W 2004 roku Mumbaj został wpisany na listę światowego dziedzictwa UNESCO.
Miasto jest miejscem narodzin hinduskiej kinematografii. Pierwszy film powstał tu już w 1896. W Mumbaju znajdują się też największa w Azji liczba kin, oraz największa kopuła Imax. Z tych powodów miasto zawdzięcza swój przydomek Bollywood. Mieszczą się tu także 2 galerie sztuki: Jehangir i Narodowa Galeria Sztuki Współczesnej (National Gallery of Modern Art) oraz liczne muzea (m.in. Muzeum Księcia Walii). Zbudowane w 1833 Asiatic Society of Bombay to najstarsza biblioteka publiczna w mieście.
Siedziba rzymskokatolickiej archidiecezji bombajskiej.

## Gospodarka
W Mumbaju mieszczą się siedziby wielu instytucji finansowych o znaczeniu krajowym, m.in. Bombay Stock Exchange, Reserve Bank of India czy National Stock Exchange. Ponadto znajdują się tu mennica i siedziby licznych firm (m.in. Tata Group, Godrej czy Reliance Industries). Większość z nich mieści się w południowej części miasta, przy Dalal Street, którą nazywa się indyjską Wall Street.
Tradycyjnymi gałęziami przemysłu były tekstylny i spożywczy. Duże dochody przynosił także port morski. Obecnie rozwijają się te gałęzie, w których potrzeba coraz więcej wykwalifikowanych pracowników. Są to takie gałęzie jak techniczny, szlifierniczy i informatyczny. W Mumbaju jest wielu wykwalifikowanych specjalistów z różnych dziedzin. Przeważają jednak pracownicy niewykwalifikowani i półwykwalifikowani, którzy pracują jako domokrążcy, mechanicy itp. Wiele osób znajduje także zatrudnienie w obsłudze portu.
W Mumbaju dobrze rozwinięty jest przemysł rozrywkowy. Mieszczą się tu największe indyjskie stacje radiowe, telewizyjne oraz wydawnictwa. Mumbaj jest największym ośrodkiem kinematografii indyjskiej. Mieszczą się tu liczne studia filmowe i kina.

## Transport

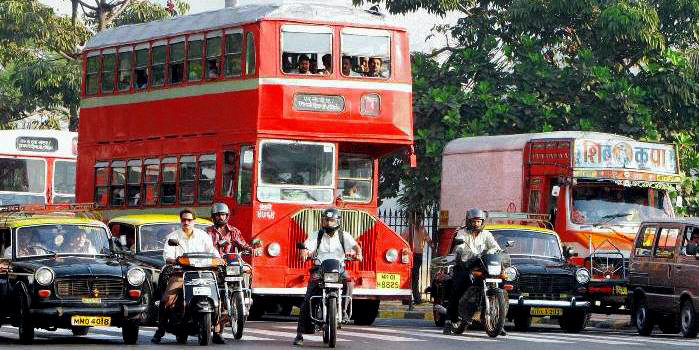
Pozostałością po czasach, kiedy Indie były kolonią brytyjską, są m.in. piętrowe autobusy

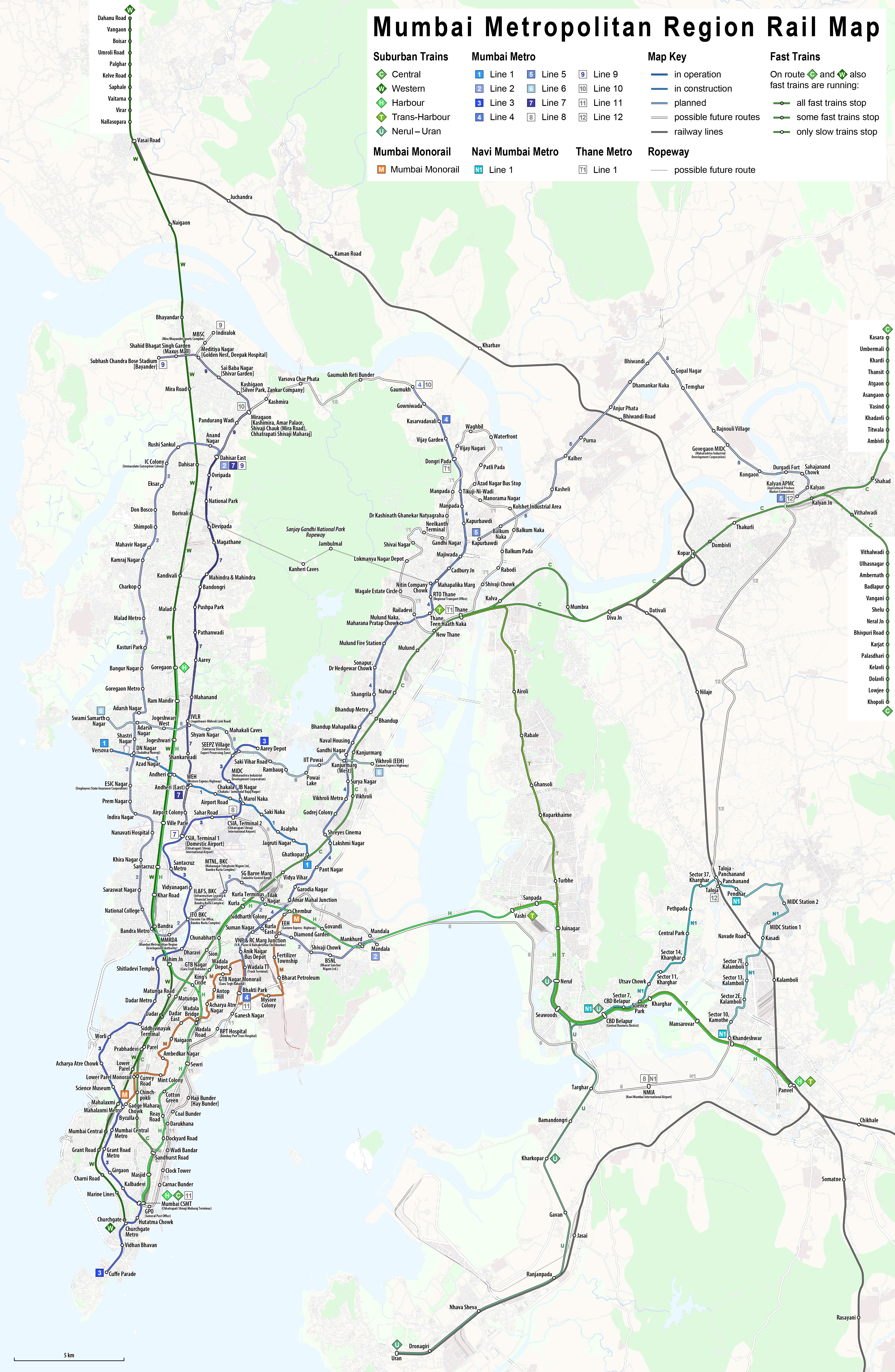

Większość mieszkańców Mumbaju korzysta z publicznego systemu transportu. W mieście jest niewiele przestrzeni parkingowych, a drogi są wąskie i o bardzo dużym natężeniu ruchu. Taka sytuacja nie sprzyja rozwojowi komunikacji prywatnej. Głównym systemem publicznego transportu są koleje miejskie. Zachodnie linie obejmują zachodnią część miasta, środkowe środkową i północno-wschodnią. Wschodnie linie obejmują port i Navi Mumbai. Rozwinięta jest komunikacja promowa (promy kursują głównie między licznymi zatoczkami w północnej części miasta).
Sieć publicznych autobusów łączy miasto Mumbaj z dystryktami przedmiejskimi (Thane, Navi Mumbai). Autobusy często są bardzo zatłoczone. Są one jednak tańsze niż pociągi.
Taksówki wyróżniają się spośród innych pojazdów charakterystycznym malowaniem na czarno i żółto. Nałożenie na taksówkarzy podatków, i ograniczenie maksymalnej liczby osób w samochodzie (4), przyczyniły się do wzrostu bezpieczeństwa na ulicach Mumbaju. Popularnym środkiem transportu są autoriksze. Kursują one jednak tylko w strefie przedmieść. Maksymalna liczba pasażerów zabieranych przez autoriksze to 3 osoby.
Mumbaj obsługiwany jest przez międzynarodowy port lotniczy Króla Śiwadźiego w Mumbaju (port lotniczy Chhatrapati Shivaji), którego terminale zlokalizowane są na przedmieściach Santacruz i Sahar. W pobliżu znajduje się również port lotniczy Juhu, który był pierwszym lotniskiem cywilnym w Indiach.
Mumbaj jest ważnym węzłem komunikacji kolejowej. Od miasta rozchodzą się linie kolejowe we wszystkie strony Indii. Znajduje się tu siedziba dyrekcji kolei indyjskich. Głównym dworcem kolejowym jest Dworzec Króla Śiwadźiego (Chhatrapati Shivaji Terminus, dawniej Dworzec Wiktorii).
Dzięki naturalnemu portowi Mumbaj jest jednym z najważniejszych portów handlowych Indii. Tu także znajduje się baza Indyjskiej Marynarki Wojennej.

## Znane budowle
W Mumbaju znajduje się wiele zabytkowych budowli. Do szczególnie znanych należą:
- Brama Indii – łuk o wysokości 26 m, położony w południowej części miasta. Wzniesiona w latach 1915–1924 na wzór XVI-wiecznej architektury Gudźaratu, aby uczcić wizytę króla Anglii Jerzego V i jego małżonki, Marii. Jest to obecnie jedna z największych atrakcji turystycznych miasta, a także miejsce spotkań towarzyskich. 25 sierpnia 2003 na pobliskim parkingu, terroryści zdetonowali bombę, zabijając wiele osób.
- Dworzec Króla Śiwadźiego (Chhatrapati Shivaji Terminus) – główny dworzec kolejowy Mumbaju, bardziej znany jako dawny Dworzec Wiktorii. Został zbudowany w 1888 na wzór stylu gotyckiego. 2 lipca 2004 został wpisany na listę światowego dziedzictwa UNESCO. Do 1996 dworzec nazywany był Dworcem Wiktorii, na cześć brytyjskiej królowej Wiktorii. Później nastąpiła zmiana nazwy na obecną.
- Bank Rezerw Indii (Reserve Bank of India) – założony w 1935, znacjonalizowany w 1949.
- Bombay Stock Exchange – zał. w 1875 jest najstarszą giełdą papierów wartościowych w Azji. Zlokalizowana w centrum finansowym miasta przy Dalal Street(inne języki).
- Poczta Główna (General Post Office) – znajduje się niedaleko Chatrapati Shivaji Terminus. Budowany w okresie 1904-1913, o kubaturze 11 000 m², wzniesiony z czarnego bazaltu, żółtych kamieni Kurla i białych kamieni z Dhrangdy.
- Shreepati Arcade – budynek o wysokości 153 m, mający 45 pięter. Znajduje się w centrum Mumbaju.
- Regal Cinema – jedno z najstarszych kin w Mumbaju. Zostało zbudowane w czasie wielkiego boomu kinowego lat 30., otwarte w 1933. Architektem był Charles Stevens, syn XIX-wiecznego architekta F.W. Stevensa. Wnętrze zaprojektował czeski rzemieślnik Karl Schara.
- kościół Mount Mary – kościół rzymskokatolicki, który jest jednym z najczęściej odwiedzanych kościołów w mieście. Znajduje się w przedmieściu Bandra(inne języki). Co roku, 8 września, odbywa się festiwal poświęcony Marii, matce Jezusa. Na uroczystości przybywa wielu wiernych z całego świata.
- meczet Haji Ali Dargah – meczet i grobowiec zbudowany przez bogatego arabskiego kupca. Jest połączony ścieżką (widoczną tylko podczas odpływu) z położoną na wyspie świątynią hinduistyczną Mahalaxmi.
- fontanna Flora – kamienna fontanna, położona w południowym Mumbaju, zbud. w 1864 kosztem 47 000 rupii indyjskich. Nazwę nadano od rzymskiej bogini Flory.
- świątynia Mumba Devi Mandir – zbudowana w 1675 w małej zatoczce, na północ od brytyjskiego fortu Saint George. Świątynia hinduistyczna pod wezwaniem bogini Mumba. Hinduskie sekty już w XV w. oddawały cześć bogini Mumbadevi. Bogini była patronką kast agri (zbieracze soli) i kohli (rybacy). Jest to świątynia odwiedzana przez setki wiernych dziennie.
- świątynia Mahalaxmi – zbudowana około 1785. Jedna z najbardziej znanych hinduistycznych świątyń w Mumbaju.
- Muzeum Księcia Walii (Chatrapati Shivaji Museum) muzeum, które powstało w XX wieku, aby uczcić przybycie księcia Walii, późniejszego króla brytyjskiego Edwarda VII. Mieści się w południowej części metropolii, niedaleko Bramy do Indii
- Narodowa Galeria Sztuki Współczesnej – otwarta w 1996. Największą popularnością cieszą się dwie wystawy: malarstwa Pabla Picassa i sztuki egipskiej. Mieści się w południowym Mumbaju, niedaleko kina Regal.
- Mumbajskie Towarzystwo Azjatyckie (Asiatic Society of Bombay) – założona w 1830, najstarsza biblioteka publiczna w mieście.
- Jehangir Art Gallery(inne języki) – pierwsza i obecnie najbardziej znana galeria sztuki w mieście.
- park Gowalia Tank – Park położony przy Mahatma Gandhi Rd, gdzie Mahatma Gandhi nawoływał rząd brytyjski do opuszczenia Indii (hasło Quit India).
- groty Elefanty – świątynie hinduistyczne

## Media
W Mumbaju wydawane są liczne gazety, nadają stacje radiowe i telewizyjne. Do najbardziej znanych anglojęzycznych gazet należą:
- „Times of India”
- „Midday”
- „Afternoon”
- „Asian Age”
- „Economic Times”
- „Indian Express”

Najpopularniejsze gazety wydawane w języku marathi to:
- „Loksatta”
- „Maharashtra Times”
- „Nava Kaal”
- „Saamana”

Ponadto gazety wydawane są w wielu innych językach, m.in. hindi, gudźarati, malajalam, po bengalsku, urdu, telugu i po tamilsku.
Doordashar to nadawca telewizji publicznej (w Mumbaju można oglądać dwa kanały). Ponadto w mieście nadaje około 100 innych stacji telewizyjnych, często w różnych językach.
W mieście nadaje 6 stacji radiowych (w FM):
- Radio City, 91 FM
- Go 92,5 FM
- Red FM, 93,5 FM
- Radio Mirchi, 98,3 FM
- Air FM Gold, 100,7 FM
- Air FM Rainbow, 107,1 FM

Natomiast stacje radiowe nadające w systemie AM należą do nadawcy All India Radio. Nadają one na częstotliwościach:
- 558 AM
- 1044 AM
- 1188 AM

## Oświata
W Mumbaju, oprócz szkół państwowych, istnieją także szkoły prywatne. Szkoły prywatne cechuje wyższy poziom nauczania niż publiczne. Po zdaniu egzaminu licealnego otrzymuje się Indyjski Certyfikat Szkoły Średniej. W publicznych szkołach uczą się najczęściej uczniowie z rodzin o najniższym statusie. Często brakuje tam podstawowych pomocy naukowych. Natomiast na naukę w prywatnych szkołach mogą sobie pozwolić dzieci z bogatych domów.

### Szkolnictwo wyższe
- Uniwersytet Mumbajski (zał. w 1857)
- Indyjski Uniwersytet Technologiczny, Mumbaj (zał. w 1958)
- SNDT Uniwersytet Kobiecy (Srimati Nathibai Damodardas Thackersey) (zał. w 1916)

## Sport
Najpopularniejszym sportem w mieście jest krykiet. Szczególnie popularne są niedzielne wypady na krykieta. W mieście znajdują się 2 międzynarodowe stadiony do gry w krykieta: Wankhede i Brabourne. Miejscowa drużyna jest jedną z najlepszych drużyn na świecie. Odbywają się tutaj zawody o prestiżowe trofeum Ranji.
Kolejnym popularnym sportem w Mumbaju jest piłka nożna. Szczególnie popularna jest gra w czasie pory monsunowej. Miasto posiada własne drużyny piłkarskie i stadiony. Piłkarskie Mistrzostwa Świata są jednymi z najczęściej oglądanych zawodów sportowych w telewizji. Hokej w ostatnim czasie stracił na popularności, głównie na rzecz krykieta. Mimo to wielu zawodników z Mumbaju gra w krajowej reprezentacji.
Innymi popularnymi sportami są: tenis, squash, bilard, badminton, tenis stołowy i golf. Mumbaj ma także klub rugby. Na torze wyścigowym Mahalaxmi odbywają się wyścigi koni. Piłka siatkowa i koszykówka są popularne podczas lekcji wychowania fizycznego w szkołach oraz wśród młodzieży.

## Mumbaj w filmie
Miasto jest tłem wielu filmów w języku hindi wyprodukowanych w jego wytwórniach popularnie zwanych Bollywood. Akcja rozgrywa się w Mumbaju między innymi w Shootout at Lokhandwala, Company, Bhoot, Zakaz palenia, Dil Hi Dil Mein, Podróż kobiety, Mann, Ghulam, Dushman, Chalte Chalte, Chaahat, Chameli, Życie w... metropolii, Saathiya, Being Cyrus, Mere Yaar Ki Shaadi Hai, Nigdy cię nie zapomnę, My Bollywood Bride czy Taxi Number 9211, Bombay, Black Friday, Parinda, Nayak: The Real Hero, Chandni Bar, Aamir, Niesie nas wiatr (Hava Aney Dey), Slumdog. Milioner z ulicy i in.

## Mumbaj w literaturze
- Gregory David Roberts(inne języki): Shantaram
- Salman Rushdie: Dzieci północy
- Salman Rushdie: Ostatnie westchnienie Maura
- John Irving: Syn cyrku
- Pascal Bruckner: Pariasi, PIW 1996, rozdz. Nonszalanccy podróżni i Nieobecna kobieta
- Janina Rubach-Kuczewska: Życie po hindusku, 1971, s. 118
- Vikram Chandra: Święte gry, Sonia Draga Katowice 2007
- Vikram Chandra: Miłość i tęsknota w Bombaju, Sonia Draga 2008
- Juliusz Verne: W osiemdziesiąt dni dookoła świata
- Sonia Faleiro: Ślicznotka, Warszawa 2012, s. 254
- Suketu Mehta: Maximum City. Bombaj, Wydawnictwo Namas, Poznań 2011

## Miasta partnerskie
- Berlin (Niemcy)
- Gałacz (Rumunia)
- Izmir (Turcja)
- Jokohama (Japonia)
- Londyn (Wielka Brytania)
- Los Angeles (USA)
- Sankt Petersburg (Rosja)
- Stuttgart (Niemcy)